# 2009-es öttusa-világbajnokság
A 2009-es öttusa-világbajnokságot, amely a 49. volt, a nagy-britanniai Londonban rendezték 2009. augusztus 11. és augusztus 14. között. Az öt versenyszám a hagyományos vívás, úszás, lovaglás és a lövészettel kombinált futás voltak.

## Érmesek

### Férfi
| Versenyszám | Arany                                                      | Arany | Ezüst                                                         | Ezüst | Bronz                                                                      | Bronz |
| ----------- | ---------------------------------------------------------- | ----- | ------------------------------------------------------------- | ----- | -------------------------------------------------------------------------- | ----- |
| Egyéni      | Marosi Ádám · Magyarország                                 | 6136  | David Svoboda · Csehország                                    | 6116  | Dmitro Kirpuljanszkij · Ukrajna                                            | 6100  |
| Csapat      | Magyarország · Marosi Ádám · Németh Róbert · Tibolya Péter | 18116 | Csehország · David Svoboda · Michal Michalík · Ondřej Polívka | 17956 | Litvánia · Justinas Kinderis · Edvinas Krungolcas · Andrejus Zadneprovskis | 17648 |
| Váltó       | Csehország · David Svoboda · Ondřej Polívka ·              | 6642  | Oroszország · Szemjon Burcev · Szergej Karjakin               | 6636  | Egyiptom · Amro El Geziry · Omar El Geziry                                 | 6608  |

### Női
| Versenyszám | Arany                                                         | Arany | Ezüst                                                           | Ezüst | Bronz                                                           | Bronz |
| ----------- | ------------------------------------------------------------- | ----- | --------------------------------------------------------------- | ----- | --------------------------------------------------------------- | ----- |
| Egyéni      | Csen Csien · Kína                                             | 5840  | Laura Asadauskaitė · Litvánia                                   | 5736  | Lena Schoneborn · Németország                                   | 5664  |
| Csapat      | Németország · Lena Schoneborn · Eva Trautmann · Claudia Knack | 16604 | Nagy-Britannia · Heather Fell · Mhairi Spence · Freyja Prentice | 16328 | Magyarország · Kovács Sarolta · Cseh Krisztina · Gyenesei Leila | 16288 |
| Váltó       | Csehország · Lucia Grolichová · Natalie Dianová               | 6064  | Németország · Lena Schoneborn · Eva Trautmann                   | 5988  | Lengyelország · Sylwia Czwojdzińska · Paulina Boenisz           | 5914  |

## Éremtáblázat
|          | Nemzet             | Arany | Ezüst | Bronz | Összesen |
| 1.       | Csehország         | 2     | 2     | 0     | 4        |
| 2.       | Magyarország       | 2     | 0     | 1     | 3        |
| 3.       | Németország        | 1     | 1     | 1     | 3        |
| 4.       | Kína               | 1     | 0     | 0     | 1        |
| 5.       | Litvánia           | 0     | 1     | 1     | 2        |
| 6.       | Egyesült Királyság | 0     | 1     | 0     | 1        |
| 6.       | Oroszország        | 0     | 1     | 0     | 1        |
| 8.       | Egyiptom           | 0     | 0     | 1     | 1        |
| 8.       | Ukrajna            | 0     | 0     | 1     | 1        |
| 8.       | Lengyelország      | 0     | 0     | 1     | 1        |
| Összesen | Összesen           | 6     | 6     | 6     | 18       |